# Rebecca Solnit
Rebecca Solnit (Bridgeport, 24 de juny de 1961) és una historiadora, escriptora, periodista i activista estatunidenca. Ha escrit sobre una gran varietat de temes, incloent el medi ambient, la geografia humana, política, feminisme, i la història de l'art.

## Educació i vida primerenca
Solnit va néixer a Bridgeport, Connecticut, filla de pare jueu i mare catòlica irlandesa, i quan tenia uns cinc anys amb la seva família es traslladà a Novato, Califòrnia, on va créixer. En lloc d'estudiar a una escola secundària habitual, es va matricular en una secundària alternativa del sistema d'escoles públiques, on va cursar fins al desè grau i va aprovar l'ensenyament bàsic. Més endavant es va matricular en un col·legi menor on va finalitzar els seus estudis secundaris. Amb 17 anys es va traslladar a París on va continuar els estudis. De tornada a Califòrnia, va acabar l'educació universitària a la Universitat Estatal de San Francisco. Es va graduar en periodisme per la Universitat de Califòrnia el 1984 i ha estat una escriptora independent des de 1988.

## Carrera
Activisme
Solnit ha treballat en campanyes en defensa del medi ambient i dels drets humans des de la dècada de 1980, especialment amb el Projecte de Defensa dels xoixons occidentals a principis dels 1990, com descriu en el seu llibre Savage Dreams, i amb activistes antiguerra al llarg de l'era Bush. Ha manifestat la seva preocupació pel canvi climàtic col·laborant amb les organitzacions 350.org i Sierra Club, i també ha estat una activista pels drets de les dones, centrada especialment en la violència contra les dones.
Escriptora i autora
Solnit ha escrit per a nombroses publicacions impreses i en línia, com el diari The Guardian i Harper's Magazine, on ha estat la primera dona en escriure regularment la columna «Easy Chair» fundada el 1851. També és col·laboradora habitual del bloc polític TomDispatch i de LitHub.
És autora de nombrosos llibres i assajos crítics, a més de catàlegs i antologies de museus. El seu llibre A Paradise Built in Hell: The Extraordinary Communities that Arise in Disaster (2009) comença com un assaig titulat «The Uses of Disaster: Notes on Bad Weather and Good Government» publicat per la revista Harper el dia que l'huracà Katrina va colpejar la costa del Golf, va ser parcialment inspirat pel terratrèmol de Loma Prieta de l'any 1989. En una entrevista amb la cineasta Astra Taylor per a la revista BOMB, Solnit va resumir el tema del llibre com a «el que succeeix en els desastres naturals demostra tot el que un anarquista sempre ha volgut manifestar sobre el triomf de la societat civil i el fracàs de l'autoritat institucional».
L'any 2014, Haymarket Books va publicar el seu llibre Men Explain Things to Me, una col·lecció d'assajos breus que descriuen casos de mansplaining, obra que acredità a Solnit com a inventora del neologisme, que refereixen a casos en què els homes expliquen coses a les dones d'una manera condescendent i/o amb actitud de superioritat.
Solnit, ha declarat que la seva obra ha estat influenciat per autors i autores com Eduardo Galeano, Pablo Neruda, Ariel Dorfman, Elena Poniatowska, Gabriel García Márquez i Virginia Woolf.

## Premis i reconeixement
Solnit ha rebut dues beques NEA, de la secció dedicada a literatura, una beca Guggenheim, una beca literària Lannan i un Premi Wired Rave per escriure sobre els efectes de la tecnologia en les arts i les humanitat. El 2010 la revista Utne Reader la va nomenar com una de les «25 visionaries que estan canviant el món». La seva obra The Faraway Nearby (2013) va ser nominada per al National book Award i va ser seleccionada per al National Book Critics Circle Award de 2013.
Pel llibre River of Shadows, Solnit va ser guardonada amb el Premi National Book Critics Circle l'any 2003 i el Premi Sally Hacker de 2004, de la Society for the History of Technology, que premia la investigació d'excepcional qualitat i que aconsegueix arribar a una audiència àmplia més enllà de l'Acadèmia. Solnit va ser guardonada amb el premi d'història de la Universitat Harvard, el Mark Lynton History Prize, el 2004 per la mateixa obra. També ha rebut el premi Corlis Benefideo Award for Imaginative Cartography de 2015-16 per la North American Cartographic Information Society.
Reconeixement informal
A Solnit se li atribueix la invenció del concepte mansplaining, un estil de llenguatge condescendent basat en el gènere, que va sorgir com a terme d'ús habitual poc després de la publicació al seu blog personal del post «Men Explain Things to Me», i la seva posterior publicació en forma de llibre, l'abril de 2008. Solnit no va inventar aquest mot creuat però si que en va contribuir a la utilització habitual.

## Obra
Entre alguns dels seus assajos i narratives es poden esmentar:
- Solnit, Rebecca. Secret exhibition : six California artists of the Cold War era.  San Francisco: City Lights, 1991. ISBN 9780872862548.
- Savage Dreams: A Journey Into the Landscape Wars of the American West.  Berkeley: University of California Press, 2014. ISBN 9780520957923.
- A Book of Migrations: Some Passages in Ireland.  Londres: Verso, 2011. ISBN 9781844677085.
- Wanderlust: A History of Walking.  Nova York: Penguin, 2001. ISBN 9780140286014.
- Hollow City: The Siege of San Francisco and the Crisis of American Urbanism.  Londres: Verso, 2002. ISBN 9781859843635.
- As Eve Said to the Serpent: On Landscape, Gender, and Art.  Athens: University of Georgia Press, 2003. ISBN 9780820324937.
- River of Shadows: Eadweard Muybridge and the Technological Wild West.  Nova York: Viking, 2004. ISBN 0142004103.
- Hope in the Dark: Untold Histories, Wild Possibilities (Updated Edition).  Haymarket Books, 2016. ISBN 9781608465767. Esperança dins la foscor: Guia per canviar el món sense rendir-se al mal. Traducció de Bel Olid. Barcelona: Angle, 2017. ISBN 9788415307976)
- A Field Guide to Getting Lost.  Nova York: Viking, 2005. ISBN 9781101118719.
- Klett, Mark; Solnit, Rebecca; Wolfe, Byron. Yosemite in Time: Ice Ages, Tree Clocks, Ghost Rivers.  San Antonio: Trinity University Press, 2005. ISBN 9781595340429.
- «The Ruins of Memory». A: After the Ruins, 1906 and 2006: Rephotographing the San Francisco Earthquake and Fire.  Berkeley: University of California Press, 2006. ISBN 9780520245563.
- Storming the Gates of Paradise: Landscapes for Politics.  Berkeley: University of California Press, 2007. ISBN 9780520256569.
- A Paradise Built in Hell: The Extraordinary Communities that Arise in Disaster.  Nova York: Penguin, 2010. ISBN 9781101459010.
- The Battle of the Story of the Battle of Seattle.  AK Press, 2009. ISBN 9781904859635.
- A California Bestiary.  Berkeley: Heyday Books, 2010. ISBN 9781597141253.
- Infinite City: A San Francisco Atlas.  Berkeley: University of California Press, 2010. ISBN 9780520262492.
- Ruins. Londres, UK: Whitechapel Art Gallery; Cambridge, MA: MIT Press. 2011. ISBN: 9780854881932.
- The Faraway Nearby.  Nova York: Penguin, 2013. ISBN 9781101622773.
- Unfathomable City: A New Orleans Atlas.  Berkeley: University of California Press, 2013. ISBN 9780520262492.
- Men Explain Things To Me.  Chicago: Haymarket Books, 2014. ISBN 9781608464579. Els homes m'expliquen coses. Traducció de Marina Espasa. Barcelona: Angle, 2016. ISBN 9788415307518.
- The Encyclopedia of Trouble and Spaciousness.  San Antonio: Trinity University Press, 2014. ISBN 9781608464579.
- Nonstop Metropolis: A New York City Atlas.  Berkeley: University of California Press, 2016. ISBN 9780520285958.
- The Mother of All Questions.  Nova York: Haymarket Books, 2017. ISBN 9781608467402. La mare de totes les preguntes. Traducció de Marina Espasa. Barcelona: Angle, 2018.
- Sobre l'art de perdre's. Traducció de Josep Alemany Castells. Barcelona: Angle, 2020.

## Enllaços extens
- Rebecca Solnit - Lloc web oficial
- Rebecca Solnit a Penguin Books Arxivat 2013-09-27 a Wayback Machine.
- Rebecca Solnit a The Nation magazine
- Rebecca Solnit a TomDispatch.com
- Rebecca Solnit a London Review of Books
- Rebecca Solnit a Harper's Magazine